# Ťing-šan (park)

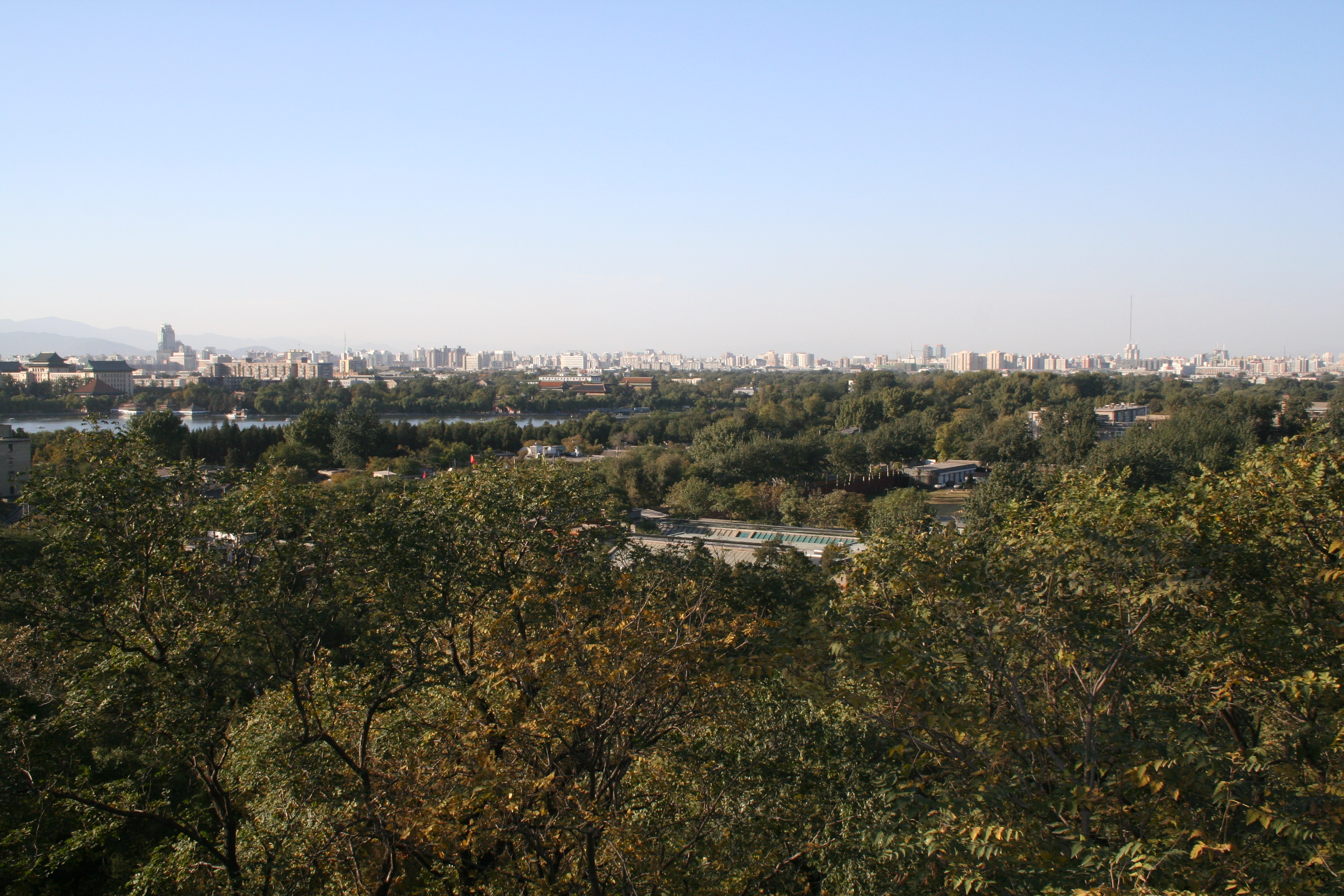
Pohled z parku

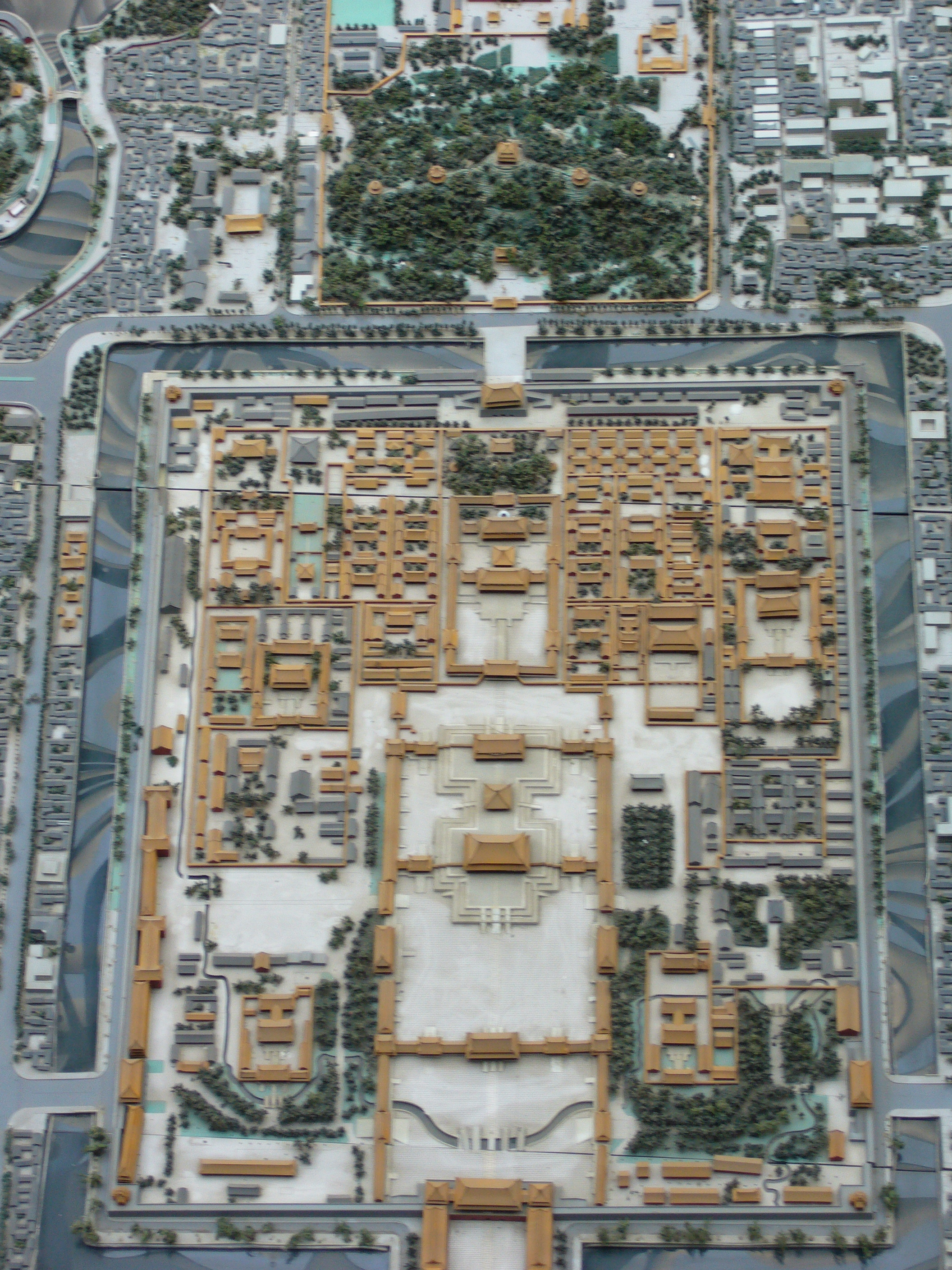
Poloha parku Ťing-šan a Zakázaného města na modelu

Ťing-šan (čínsky v českém přepisu Ťing-šan, pchin-jinem Jǐngshān, znaky 景山) je park v centru Pekingu, hlavního města Čínské lidové republiky. Nachází se u severního okraje Zakázaného města a ze správního hlediska spadá do obvodů Tung-čcheng a Si-čcheng. Má podobu pahorku, z kterého je rozhled na historické centrum Pekingu. Rozloha parku je 0,23 čtverečního kilometru.

## Dějiny
Pahorek vznikl za éry Jung-le v dynastii Ming z hlíny vykopané při hloubení kanálů a vodních příkopů císařského paláce. Zároveň tím bylo splněno učení Feng-šuej, podle kterého se má obydlí stavět u jižního úpatí kopce. Dřívější paláce vládců toto pravidlo splňovaly, ale v Pekingu vhodný kopec nebyl a Zakázané město tak splňuje podmínku díky kopci, který byl při jeho stavbě uměle vybudován.
Až do roku 1928 park sousedil přímo s příkopem zakázaného města a byl od jihu přístupný jen z brány Šen-wu-men, pak zde ovšem byla postavena silnice, která od sebe park a Zakázané město odděluje.